# Shunnosuke Matsuki
Shunnosuke Matsuki (松木 駿之介 Matsuki Shunnosuke?), född 24 oktober 1996 i Kanagawa prefektur, är en japansk fotbollsspelare.
Matsuki började sin karriär 2019 i Fagiano Okayama.